# Атанас Петров (революционер)
Вижте пояснителната страница за други личности с името Атанас Петров.
Атанас Петров е български революционер, деец на Вътрешната македоно-одринска революционна организация.

## Биография
Петров е роден в костурското село Шестеово, тогава в Османската империя, днес Сидирохори, Гърция. Остава неграмотен. Влиза във ВМОРО и в 1900 година е назначен от Павел Христов и Кузо Стефов за първи околийски войвода на организацията в родното му Костурско с четници Иванчо, Вельо, Миале, Митре Влаха от бившата чета на Коте Христов. Негов писар е Григор Вангелов от Шестеово.
С четата си убива Айредин бей и на 7 май 1901 година Нуредин бег от Света Неделя край Маняк. След избухналата Нурединова афера е прехвърлен в района на Преспа поради дисциплинарни причини, като тогава негови четници са Георги Павлов – Чауша, Стефан Янакиев, Наум Кочов, Янаки Григоров и Климент Кочовски. Скоро след това напуска и Ресенско и е заменен от Тале Горанов. Според гръцки източници е в конфликт с Пандо Кляшев, защото приема в четата си гъркомани и по съмнение, че поддържа връзка с гръцкия консул в Битоля Стаматиос Пезас.
Петров загива на 26 май 1902 година в Долна Преспа.
Георги Константинов Бистрицки пише за него:
| „ | Атанас Петров от с. Шестеово, първият околийски войвода-организатор, душегубец на тираните спахии и бегове, умря геройски в люто сражение с турски аскер. | “ |